# Pi Andromedae
Pi Andromedae este o stea din constelația Andromeda.